# Cliffhanger (soapserie)
Cliffhanger was een Nederlands internet-soapserie van de youtuber Dylan Haegens. In 2015 kwam seizoen 1 uit, in 2016 seizoen 2, en in 2019 het laatste seizoen.

## Cast

### Hoofdrollen
| Acteur         | Personage |
| -------------- | --------- |
| Dylan Haegens  | Dylan     |
| Marit Brugman  | Marit     |
| Rick Vermeulen | Rick      |
| Teun Peters    | Teun      |
| Nick Golterman | IJsbrand  |

## Seizoenen

### Seizoen 1
| #  | Titel                        | Uitgaven         |
| -- | ---------------------------- | ---------------- |
| 1  | Dylan & Marit Gaan Trouwen   | 16 december 2015 |
| 2  | Dubbelganger                 | 20 december 2015 |
| 3  | Het Gevecht                  | 20 januari 2016  |
| 4  | Tijdbom                      | 10 februari 2016 |
| 5  | Geheime Chip                 | 24 februari 2016 |
| 6  | Marit Gaat Vreemd            | 9 maart 2016     |
| 7  | Dylan en Marit Krijgen Ruzie | 23 maart 2016    |
| 8  | Teun Gaat Zoenen             | 6 april 2016     |
| 9  | Superheld                    | 20 april 2016    |
| 10 | Teun in de Gevangenis        | 4 mei 2016       |
| 11 | Rick is Ontvoerd             | 18 mei 2016      |
| 12 | Mysterieuze Tandenborstel    | 1 juni 2016      |
| 13 | Kwaadaardige Teddybeer       | 15 juni 2016     |
| 14 | Rick's Babbysitter           | 29 juni 2016     |
| 15 | Vermoord                     | 13 juli 2016     |

### Seizoen 2
| # | Titel                     | Uitgaven          |
| - | ------------------------- | ----------------- |
| 1 | Overleefd                 | 14 september 2016 |
| 2 | Marit Verliefd Op Rick    | 28 september 2016 |
| 3 | Rick is Alcoholist        | 12 oktober 2016   |
| 4 | Rick is Ontslagen         | 26 oktober 2016   |
| 5 | Is Marit Ontslagen        | 9 november 2016   |
| 6 | Rick en Marit Nemen Wraak | 23 november 2016  |

### Seizoen 3
| #  | Titel                                        | Uitgave          |
| -- | -------------------------------------------- | ---------------- |
| 1  | Dylan & Marit Gaan Nu Echt Trouwen           | 23 december 2018 |
| 2  | Teun & IJsbrand Willen De Bruiloft Verpesten | 6 februari 2019  |
| 3  | Marit Verleid Door Knappe Man                | 20 februari 2019 |
| 4  | Dzjengis Dood                                | 6 maart 2019     |
| 5  | Rick Heeft Een Tweelingbroer                 | 20 maart 2019    |
| 6  | Dylan Wordt Bestolen                         | 3 april 2019     |
| 7  | Dylan & Marit Uit Elkaar                     | 17 april 2019    |
| 8  | Gouden Playbutton Kwijt                      | 1 mei 2019       |
| 9  | Marit Zoent IJsbrand                         | 15 mei 2019      |
| 10 | IJsbrand is Ontvoerd                         | 29 mei 2019      |
| 11 | IJsbrand Neemt Wraak                         | 12 juni 2019     |
| 12 | Marit in Coma                                | 2 oktober 2019   |
| 13 | De Bruiloft Gaat Niet Door                   | 16 oktober 2019  |
| 14 | Het Eindgevecht                              | 30 oktober 2019  |
| 15 | De Bruiloft                                  | 20 november 2019 |